# 鲍里斯·谢尔比纳
鲍里斯·叶夫多基莫维奇·谢尔比纳（羅馬化：Boris Yevdokimovich Shcherbina；1919年10月5日—1990年8月22日），苏联政治家、工程师，曾任苏联部长会议副主席、石油和天然气工业建设部部长等职。他被认为是西伯利亚西疆油气产业的开拓者，曾获得过社会主义劳动英雄荣誉称号和镰刀锤子奖章。

## 生平
1919年10月5日，谢尔比纳在苏联乌克兰苏维埃社会主义共和国城市杰巴利采沃中一个铁道工人家庭内出生。他于1937年进入哈尔科夫铁道运输工程学院学习，并在两年后加入了苏联共产党。他同时获得了乌克兰共青团中央委员会颁发的荣誉证书，用以表彰他的学术成就。
谢尔比纳在冬季战争期间志愿参军，被分配到第316独立雪地营。战争结束后，谢尔比纳继续在学院内学习，于1942年毕业。谢尔比纳曾被选为哈尔科夫共青团委的书记，因当地被德军占领，他被转移到了共青团中央委员会附属的设施。苏联恢复对哈尔科夫的控制后，谢尔比纳搬了回去，在苏德战争期间参与了对军用轨道交通的组织和建设。谢尔比纳自1944年开始参与党内的工作，于1948年从乌克兰中央党校毕业。1950至1951年期间，他担任哈尔科夫市委书记一职。谢尔比纳后升任为伊尔库茨克党委副书记，他在任期内负责建设了伊尔库茨克水电站和布拉茨克水电站。
1961年5月6日，谢尔比纳调任为秋明州党委第一书记兼苏联共产党中央委员会候补委员，后来他被认为是西伯利亚地区西部油气产业的开创者。他主持建设了西伯利亚西疆的第一个油田——沙伊姆油田，依靠每天400吨的产量支持了当地新建城市的基础设施建设和水电供应。后建设了秋明-苏尔古特铁路，并通过机场建设联通了秋明州内几个主要城市。经过谢尔比纳12年的建设，秋明州成为了当时苏联主要的能源供应区。
1973年12月11日，谢尔比纳升任为苏联石油和天然气工业建设部部长。在他的任期内，苏联国内铺设的燃油燃气管道长度翻了一倍。而他本人也参与了对基建工程方面的发展，联合了来自俄罗斯、白俄罗斯、乌克兰的科学家来解决在亚寒带针叶林地区、永冻地带等地区的管道铺设问题。为了进一步提高生产效率，谢尔比纳促成了油田的自动化，并让工人实施轮班性的维护工作，减少了建设生活设施的成本。谢尔比纳的一系列政策使得苏联境内化石燃料的年产量达到了世界第一的水平。1976年，谢尔比纳入选为苏联共产党中央委员会委员。1983年10月6日，谢尔比纳获得了社会主义劳动英雄称号以及镰刀锤子奖章。
1984年1月13日，谢尔比纳卸任油气部部长，升任部长会议副主席，主要负责监督石油工业部、燃气工业部、能源部、煤炭工业部、国家矿业技术检查局和国家核能局。在任期间，谢尔比纳负责处理过1986年的切尔诺贝利事故及1988年的亚美尼亚地震事件。

### 切尔诺贝利事故
1986年4月26日，切尔诺贝利事故发生，苏联政府组织了针对这一事件的处理委员会。谢尔比纳是这一委员会的负责人，他在事发当天飞往基辅了解事态，并赶到了距离切尔诺贝利核电站最近的城市普里皮亚季。4月27日14时整，谢尔比纳下达了疏散所有普里皮亚季市居民的命令。后来在划分出10公里及30公里禁区的时候也下令组织了相关的疏散行动。
在谢尔比纳的领导下，核电站的火灾被控制，并且在将四号反应堆屋顶上的残留清除掉后构建了石棺，用以阻止核燃料的辐射。封锁四号反应堆后，谢尔比纳组织了核电站内的工人继续维持其余三座反应堆的正常运行，并令募集而来的士兵、工人对周边地区的辐射进行清理工作。谢尔比纳也为安置疏散的居民，建设了一座新的城市斯拉夫蒂奇。
由于谢尔比纳多次进入核事故隔离区内部，有观点认为这损伤到了他的健康并缩短了他的生命。

### 亚美尼亚地震
1988年12月7日，亚美尼亚发生里氏6.8级大地震，谢尔比纳成为了事故处理委员会的领头人。为完成这一地震的善后工作，他调集了苏联全国境内的部队和义务劳工，帮助清理21座城市的废墟和其重建。他也召集到了来自捷克斯洛伐克和奥地利的搜救队，携带成像仪和搜救狗搜寻幸存者。
在这一次地震中，超过五十万群众失去住所，共11个国家提供了救灾援助。谢尔比纳为了动员所有可用的资源去善后，他在部长会议总部会见了国家建设委员会的负责人，商议调动资源的事宜。时任亚美尼亚建设委员会主席的瓦尔德克斯·阿尔茨鲁尼称赞谢尔比纳是一名真正的英雄。
1990年，谢尔比纳反对叶利钦竞选俄罗斯苏维埃联邦社会主义共和国最高苏维埃主席，没有成功，叶利钦竞选成功并在后来成为了俄罗斯的第一任总统。8月22日，谢尔比纳在莫斯科去世。

## 影视形象
HBO和Sky联合出品的迷你剧《切尔诺贝利》中，谢尔比纳由斯特兰·斯卡斯加德飾演。